# DB-Baureihe 1004
Die DB-Baureihe 1004 ist eine Reihe von Rangierlokomotiven mit Hybridantrieb, die die Deutsche Bahn 2018 beim chinesischen Hersteller CRRC in Auftrag gegeben hat. Gemäß Rahmenvertrag können bis zu 20 Stück beschafft werden. Der Stückpreis soll bei 2,5 Millionen Euro liegen.
Die Lokomotiven der Baureihe 1004.0 erhalten einen dieselelektrischen Hybridantrieb mit zusätzlichen Akkumulatoren. Die ersten beiden Loks dieser Baureihe sind in verkehrsrot lackiert und werden bei der S-Bahn in Hamburg eingesetzt.
Für das Netz der Berliner S-Bahn werden die Lokomotiven der Reihe 1004.5 beschafft. Sie sind zusätzlich mit Stromschienenstromabnehmern ausgerüstet und damit Zweikraftlokomotiven. Die erste Lokomotive dieser Bauart wurde im Juni 2020 ausgeliefert.
Im Mai 2020 wurden lauftechnische Untersuchungen für den Zulassungsprozess unternommen.
Im September 2021 erhielt mit der 1004 002 die erste Lok ihre Zulassung.

## Technische Ausstattung
Die Lokomotiven weisen wegen der eingeschränkten Sonderlichtraumprofile der Tunnelanlagen in Berlin und Hamburg eine reduzierte Höhe auf. Besonders einschränkend wirken die Tunnel der Berliner Nordsüd-S-Bahn mit einer zulässigen Fahrzeughöhe von 3,80 m und einem kleinsten Bogenradius von 140 m. Die Lokomotiven beziehen die Antriebsenergie wahlweise vom Dieselmotor mit Traktionsgenerator oder dem Lithiumtitanat-Akkumulator, die der Unterbaureihe 1004.5 zusätzlich über die Stromschienen. Die Energie aus den Dieselgenerator und dem Akku kann kombiniert werden, so dass bei der Baureihe 1004.0 400 kW und der Baureihe 1004.5 750 kW zur Verfügung stehen.
Die Höchstgeschwindigkeit beträgt 80 bzw. 100 km/h.
Die Lokomotiven werden mit Fahrzeuggeräten der punktförmigen Zugbeeinflussung (PZB, Baureihe 1004.0 zusätzlich mit PZB-Betriebsart S-Bahn Hamburg) und European Train Control System (ETCS) ausgerüstet; die Maschinen der Baureihe 1004.5 zusätzlich mit dem Zugbeeinflussungssystem S-Bahn Berlin (ZBS).

## Andere Länder
Als Reihe 461 wurden 2019 von der ÖBB Tochterfirma Rail Cargo Hungaria zwei elektrische Lokomotiven für den Rangierdienst mit zusätzlichen Traktionsbatterien bestellt, die 2022 zugelassen wurden. Diese tragen den Namen „Grasshopper“ (dt.: Heuschrecke).
Die 18,30 m langen und 72,2 t schweren Lokomotiven leisten im Akkubetrieb 400 kW, im Fahrleitungsbetrieb 850 kW.